# Andrejs Eglītis
Andrejs Eglītis (Ļaudona, 21 de octubre de 1912 - Riga, 23 de febrero de 2006) fue un poeta letón.

## Biografía
Nacido en Ļaudona el 21 de octubre de 1912, estudió en el Instituto Técnico de Riga y luchó en la Segunda Guerra Mundial contra los soviéticos, al lado de los ocupantes alemanes. En 1945, una vez acabada la guerra, se exilió en Suecia y no volvió hasta 53 años después, en 1998. En 1992 fue elegido miembro honorario de la Academia de Ciencias de Letonia. Falleció el 23 de febrero de 2006 en Riga a los 93 años de edad.

## Obras
Selección de poemarios:
- Zelta vālodze (El zorzal de oro, 1939)
- Varaviksne (El arcoíris, 1940)
- Niciba (La caducidad, 1942)
- Dievs, tava zeme deg (Dios, tu tierra quemada; 1943)
- Otronto (1956)